# Vibrační kroužek

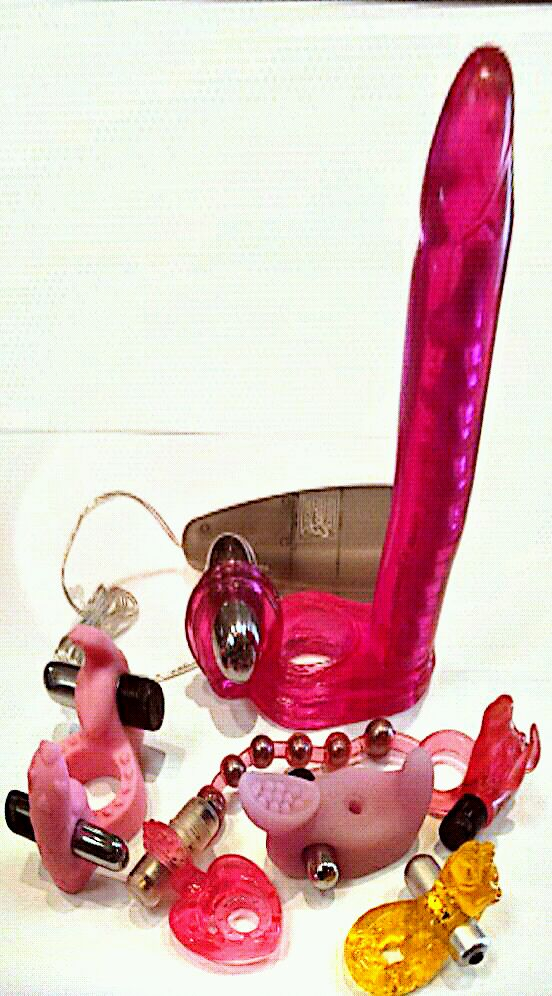
druhy vibračních kroužků

Vibrační kroužek je erotická pomůcka pro stimulaci muže i ženy souběžně. Vibrační kroužek funguje na principu erekčních kroužků. Tedy vytváří zábranu odtoku žilní krve a tím dochází k dlouhotrvající erekci. Vibrační kroužek obsahuje mini vibrátor, v podobě vibrační patrony, která při souloži stimuluje klitoris ženy a tím jí pomáhá s dosažením orgasmu. 

## Druhy vibračních kroužků
- Vibrační kroužky obsahující jednu vibrační jednotku
- Vibrační kroužky obsahující 2 vibrační patrony a to pro stimulaci klitorisu i anální oblasti najednou
- Vibrační kroužky spojené se stimulantem anální oblasti mechanicky - např. jsou spojené s análními kuličkami